# Aleksandros Nikolopulos (sztangista)
Aleksandros Nikolopulos (gr. Αλέξανδρος Νικολόπουλος, ur. w 1875 w Atench, zm. ?) – grecki sztangista.
W 1896 na Igrzyskach Olimpijskich w Atenach zajął trzecie miejsce w konkurencji podnoszenia ciężarów jednorącz. Podniósł ciężar o masie 57,0 kg jedną ręką, natomiast drugą 40,0 kg, w związku z czym przegrał z drugim w klasyfikacji Viggo Jensenem, który zdołał udźwignąć ciężar o masie 57,0 kg zarówno prawą jak i lewą ręką.